# 폐비 신씨
폐비 신씨(廢妃 慎氏, 1476년 12월 24일 (음력 11월 29일) ~ 1537년 5월 26일 (음력 4월 8일))는 조선 연산군의 왕비이다.
남편 연산군과 함께 중종반정으로 폐위되었다. 폐위되었으므로 시호가 없으며, 연산군부인(燕山君夫人) 혹은 거창군부인(居昌郡夫人)으로 칭해졌다.

## 생애

### 탄생과 가계
1476년(성종 7년) 11월 29일, 아버지 거창부원군 신승선(慎承善)과 어머니 중모현주(中牟縣主) 이씨(李氏)의 넷째 딸로 태어났다.
본관은 거창(居昌)이며, 폐비 신씨를 비롯하여 신씨의 형제들은 각각 왕실과 중첩된 혼인관계를 맺은 명문가 출신으로, 폐비 신씨의 큰오빠인 신수근은 인수대비의 당조카와 혼인하였으며, 셋째 오빠인 신수영은 안순왕후의 여동생과 혼인하였다. 또한 중종 비 단경왕후의 고모이며, 성종의 5녀 경순옹주의 남편인 의성위 남치원의 이모이기도 하다.
어머니는 세종의 넷째 아들인 임영대군의 딸 중모현주 이씨이며, 세조 시대에 영의정을 지낸 종친 귀성군은 폐비 신씨의 외숙부이다. 폐비 신씨와 연산군은 세종을 공통 조상으로 하는 7촌지간이다.
| ┌─→  | 세조     | → | 덕종     | → | 성종      | → | 연산군 |
| 세종 |          |   |          |   |           |   |        |
| └─→  | 임영대군 | → | 중모현주 | → | 폐비 신씨 |   |        |

또한 의경세자의 후궁이었던 숙의 신씨는 친정 6촌이었다.

### 세자빈 시절
1487년(성종 18년) 3월, 성종에 의해 세자빈으로 내정되었으며 다음해인 1488년(성종 19년) 1월 26일, 창덕궁 인정전에서 책빈례를 거행하고 왕세자빈으로 책봉되었는데 간택 없이 책봉된 첫 사례이다.
1491년(성종 22년), 휘신공주를 낳았으며, 1493년(성종 24년)에는 정현왕후가 주관하는 친잠례에 참여하였다.
1494년(성종 25년), 원손을 낳았으나 한달만에 요절하였다. 같은 해 12월, 성종이 승하하고 연산군이 즉위하자 왕비에 책봉되었다.

### 왕비 시절
1497년(연산군 3년), 왕비 주관하에 창덕궁 선정전에서 노인 160여명을 불러 양로연을 행하였다. 같은 해 12월, 왕세자 황을 낳았다. 왕비 신씨는 1498년과 1500년, 1503년에도 각각 양로연을 베풀어 노인들을 우대하였다.
1502년(연산군 8년), 아버지 신승선이 졸하였다. 신씨는 이때 만삭의 몸으로 해산이 임박한 상황이었는데, 연산군은 아버지의 상에 신씨가 거애(擧哀, 곡하는 것) 하지 못하게 하였다.
1504년(연산군 10년), 연산군은 폐비 윤씨의 사사 사건과 관련하여 갑자사화를 일으켜 이에 연루된 대신들과 왕족들을 처형하였는데, 이때 계모인 자순왕대비(정현왕후)의 침전 밖으로 가서 장검을 들며 대비에게 밖으로 나오라고 행패를 부렸고, 이에 왕비 신씨가 극구 말려 보호하였다.
1505년(연산군 11년), 제인원덕왕비(齊仁元德王妃)의 존호를 받았다. 왕비 신씨는 연산군이 황음무도하자 밤낮으로 근심하며 간언하였는데, 왕은 비록 왕비의 말은 들어주지 않았지만 성내지도 않았다. 이밖에도 연산군은 신씨의 내외 친족들의 벼슬을 높여주거나 죄를 비호하기도 하였다.
1506년(연산군 12년), 박원종, 성희안 등이 중종반정을 일으켜 연산군을 폐위시키고 연산군의 이복 동생인 진성대군(중종)을 옹립하였는데, 이때 왕비 신씨 또한 폐위되었다.

### 폐위 이후
연산군은 폐위되어 교동으로 유배되었지만, 폐비 신씨는 후궁들의 처소인 정청궁에 머물다가 아버지 신승선의 집을 수리하여 머물렀다. 연산군과 달리 신씨는 평소 선량하고 후덕한 인품으로 인해 폐비(廢妃)로 강등되었지만 유배되지 않고 중종의 배려로 한양에 머물며 지냈다. 반정 이후 두 아들 폐세자 황과 창녕대군은 사사되었다.
연산군 때 군(郡)으로 승격된 폐비 신씨의 본향인 거창군은 거창현으로 강등되었다.
1512년(중종 7년), 폐비 신씨는 연산군의 묘를 양주 해촌으로 이장해 줄 것을 상언하였고, 중종은 이를 허락하였다. 1521년(중종 16년)에는 신씨의 집에 비가 새자, 왕이 전교하여 속공(屬公)한 죄인 안처겸(安處謙)의 집을 내려주었다.

### 사망
1537년(중종 32년) 4월 8일 졸하였다. 6월 26일, 양주 도봉산 해촌리에 묻혔으며, 현재 서울 도봉구 방학동의 연산군묘로 이전되었다. 친정이 몰락하였으므로 폐비 신씨의 제사는 외손자인 휘신공주의 아들 구엄(具渰)이 지냈으며, 구엄이 죽자 구엄의 외손자인 이안눌(李安訥)이 물려받아 지내게 되었다.

## 평가
《조선왕조실록》에서는 폐비 신씨에 대해 다음과 같이 평가하였다.
 
폐비 신씨는 어진 덕이 있어 화평하고 후중하고 온순하고 근신하여,
아랫사람들을 은혜로써 어루만졌으며,
왕(연산군)이 총애하는 사람이 있으면 비(妃)가 또한 더 후하게 대하므로,
왕은 비록 미치고 포학하였지만, 왕비를 매우 소중히 여겼다.
매번 왕이 무고한 사람을 죽이고 음란, 방종함이 한없음을 볼 적마다 밤낮으로 근심하였으며,
때론 울며 간하되 말 뜻이 지극히 간곡하고 절실했는데,
왕이 비록 들어주지는 않았지만, 그렇다고 성내지는 않았다.
또 번번이 대군 · 공주 · 무보(姆保)· 노복들을 계칙(戒勅)하여 함부로 방자한 짓을 못하게 하였는데,
이때에 이르러서는 울부짖으며 기필코 왕을 따라 가려고 했지만 되지 않았다.
 

## 가족 관계
| 조선의 왕비 | 폐비 신씨 廢妃 慎氏 | 출생                                          | 사망                                                   |
| 조선의 왕비 | 폐비 신씨 廢妃 慎氏 | 1476년 12월 24일 (음력 11월 29일) 조선 한성부 | 1537년 5월 26일 (음력 4월 8일) (60세) 조선 한성부 저택 |

|    |                                     | 본관 | 생몰년          | 부모                                              | 비고                      |
| -- | ----------------------------------- | ---- | --------------- | ------------------------------------------------- | ------------------------- |
| 부 | 거창부원군 신승선 居昌府院君 慎承善 | 거창 | 1436년 - 1502년 | 신전 慎詮 순흥 안씨 順興 安氏                     | 중종 비 단경왕후의 조부모 |
| 모 | 중모현주 이씨 中牟縣主 李氏         | 전주 | 1435년 - ?      | 임영대군 臨瀛大君 제안부부인 최씨 齊安府夫人 崔氏 | 중종 비 단경왕후의 조부모 |

| 조선 제10대 국왕 | 연산군 燕山君 | 출생                                             | 사망                                                       |
| 조선 제10대 국왕 | 연산군 燕山君 | 1476년 12월 2일 (음력 11월 7일) 조선 한성부 정궁 | 1506년 11월 30일 (음력 11월 6일) (29세) 조선 경기도 교동현 |

| 작호 | 작호                                | 이름            | 생몰년          | 배우자                      | 비고                    |
| ---- | ----------------------------------- | --------------- | --------------- | --------------------------- | ----------------------- |
| 장녀 | 휘신공주 徽愼公主 휘순공주 徽順公主 | 수억 壽億       | 1491년 - ?      | 능양위 구문경 綾陽尉 具文璟 | 중종반정으로 폐서인     |
| 차녀 | 공주                                |                 | 미상            |                             |                         |
| 장남 | 원손                                | 1494년 - 1494년 |                 |                             |                         |
| 3녀  | 공주                                | 1495년 - ?      |                 |                             |                         |
| 차남 | 폐세자 廢世子                       | 황 𩔇           | 1497년 - 1506년 | 미혼                        | 중종 1년(1506년) 사사됨 |
| 3남  | 창녕대군 昌寧大君                   | 성 誠           | 1500년 - 1506년 |                             | 중종 1년(1506년) 사사됨 |
| 4남  | 대군                                | 인수 仁壽       | 1501년 - 1503년 |                             |                         |
| 5남  | 대군                                |                 | 1502년 - ?      |                             |                         |

## 폐비 신씨가 등장하는 작품
- 《설중매》 (MBC, 1984년~1985년, 배우: 한애경)
- 《왕과 비》 (KBS1, 1998년~2000년, 배우: 이시내)
- 《왕과 나》 (SBS, 2007년~2008년, 배우: 박하선)
- 《인수대비》 (JTBC, 2011년~2012년, 배우: 홍소희)

## 같이 보기
- 연산군
- 신승선
- 신수근
- 중종반정
- 중종
- 단경왕후

### 주해
1. ↑  휘신공주(1491년 9월 22일생)와 원손(1494년 2월 23일생)의 출생연도와 생일을 감안하면 1492년 혹은 1493년생으로 1494년 12월 이후에 사망한 것으로 보인다.
2. ↑  1506년(연산군 12년) 2월, 정세명(丁世明)의 딸을 세자빈으로 내정하여 납징을 하였으나, 길례를 행하기 전에 중종반정이 일어나 정식으로 세자빈이 되지 못했다.

이후 정세명의 딸은 강희신(姜熙臣)의 아들과 혼인하였다.

### 태지석
1. ↑  《세자빈의 딸 수억아기씨 태지(世子嬪女壽億阿只氏胎誌)》
황명 홍치 4년(1491년) 9월 2일 해시(亥時)에 태어난 세자빈의 딸 수억(壽億) 아기씨의 태(胎)를 홍치 6년(1493년) 7월 5일 유시(酉時)에 묻음
2. ↑  《대군 인수(麟壽)아기씨 태지석》
황명 홍치 13년(1500년) 5월 22일 미시에 태어난 대군 인수(麟壽) 아기씨의 태를 홍치 17년(1504년) 정월 29일 인시에 묻음
3. ↑  《대군 인수(仁壽)아기씨 태지》
황명 홍치 14년(1501년) 5월 14일 오시에 태어난 대군 인수(仁壽) 아기씨의 태를 홍치 14년(1501년) 9월 12일 축시에 묻음

| 전임 정현왕후 | 조선 역대 왕후 1494년 ~ 1506년 | 후임 단경왕후 |